# Selenicereus anthonyanus

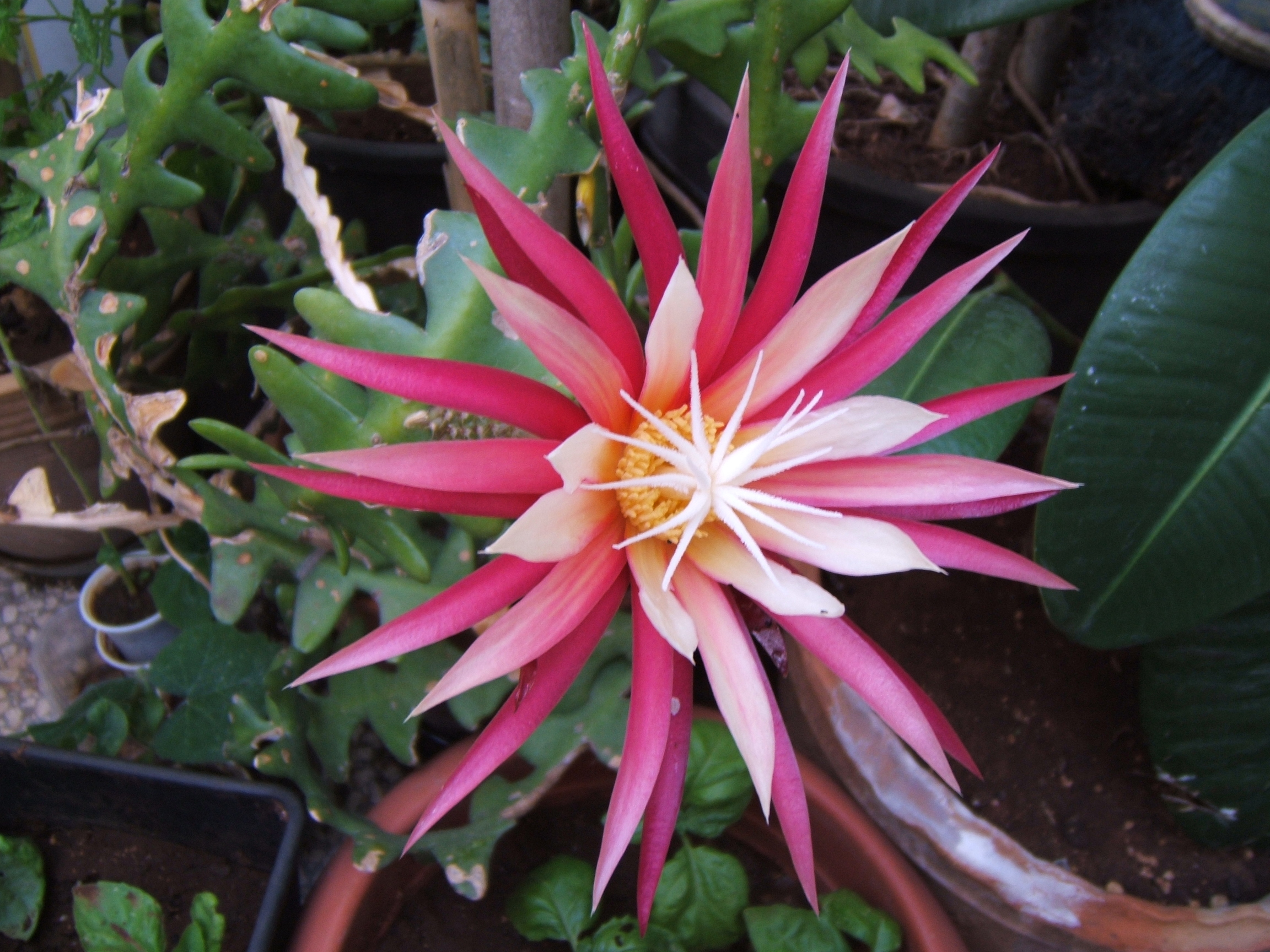
Blüte

Selenicereus anthonyanus ist eine Pflanzenart in der Gattung Selenicereus aus der Familie der Kakteengewächse (Cactaceae). Das Artepitheton anthonyanus ehrt den US-Amerikaner Harald E. Anthony, der die Pflanzen zum ersten Mal zum Blühen brachte.

## Beschreibung
Selenicereus anthonyanus wächst kletternd mit büschelartigen Verzweigungen und leuchtend grünen, abgeflachten Triebe, die bis 1 Meter (und länger) werden. Die 7 bis 15 Zentimeter breiten Triebe sind zur Spitze hin etwas verjüngt und rundlich. Die Ränder sind tief gelappt. Die Lappen sind 2,5 bis 4,5 Zentimeter lang und 1 bis 1,6 Zentimeter breit. Aus den kleinen Areolen entspringen 3 kurze Dornen.
Die duftenden Blüten sind 10 bis 12 Zentimeter lang und erreichen Durchmesser von 15 bis 17 Zentimetern. Die äußeren Blütenhüllblätter sind purpurfarben und ausgebreitet bis zurückgebogen. Die inneren Blütenhüllblätter sind aufsteigend, cremefarben und zum Blütenschlund hin gelb. Das Perikarpell ist mit zahlreichen, kleinen Schuppen mit grauer Wolle, Borsten und Dornen besetzt. Die dunkelgrünen oder manchmal leicht rötlich überhauchten Früchte sind kugel- bis eiförmig und bis zu 6 Zentimeter lang. Sie sind dicht mit bedornten Areolen besetzt, die bei Reife abfallen.

## Verbreitung, Systematik und Gefährdung
Selenicereus anthonyanus ist im Süden Mexikos in den Bundesstaaten Chiapas, Oaxaca, Tabasco und Veracruz verbreitet.
Die Erstbeschreibung als Cryptocereus anthonyanus wurde 1950 von Edward Johnston Alexander veröffentlicht. David Richard Hunt stellte die Art 1989 in die Gattung Selenicereus
In der Roten Liste gefährdeter Arten der IUCN wird die Art als „Least Concern (LC)“, d. h. als nicht gefährdet geführt.

## Nachweise